# Ley de Ucrania «Para garantizar el funcionamiento del idioma ucraniano como idioma estatal»

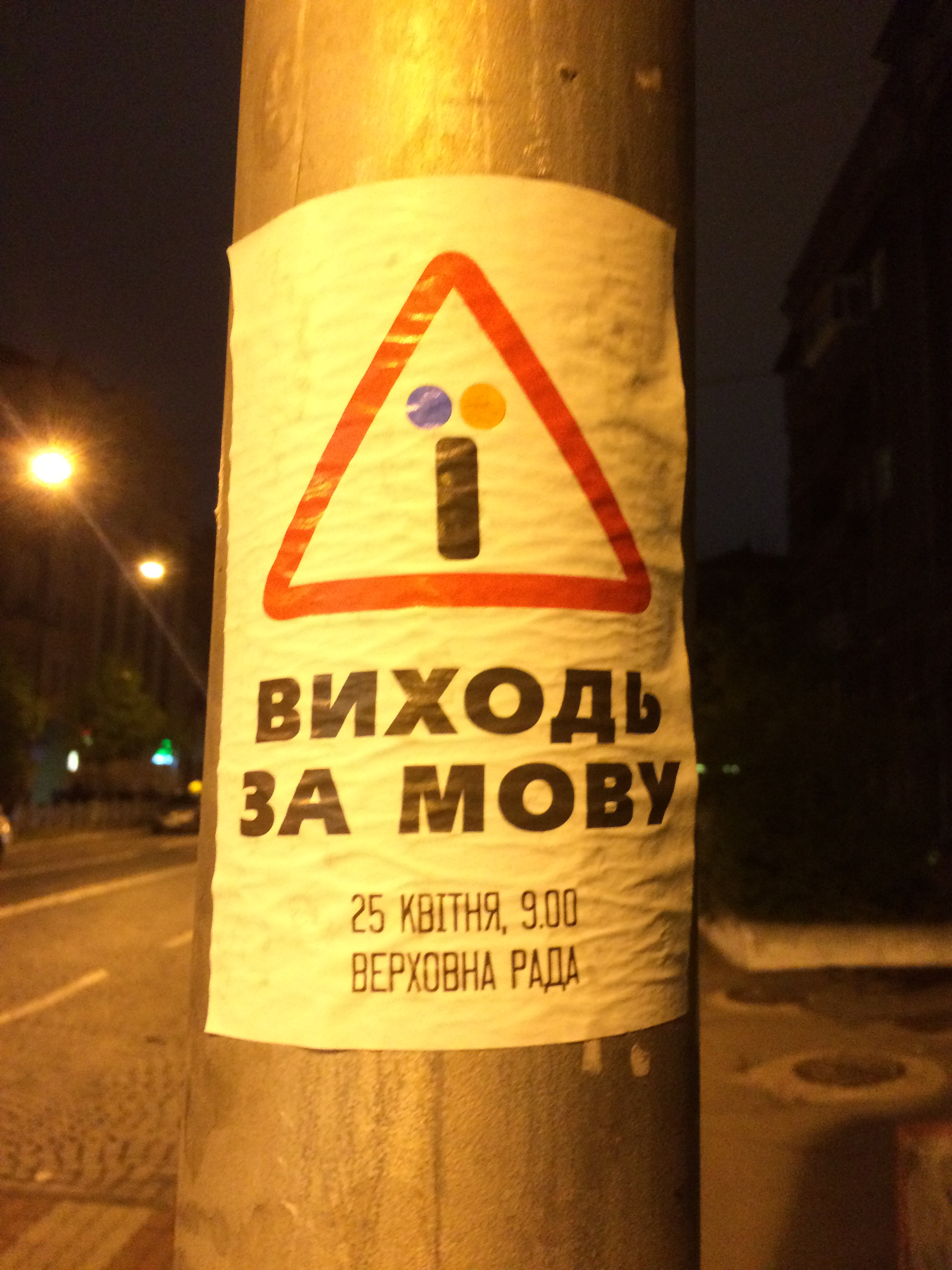
Afiche para la aprobación de la Ley, con el texto «Виходь за мову - 25 квітня 2019, ВРУ» (Más allá del idioma - 25 de abril de 2019, Rada Suprema de Ucrania)

La ley de Ucrania «Para garantizar el funcionamiento del idioma ucraniano como idioma estatal» (en ucraniano: Закон України «Про забезпечення функціонування української мови як державної») es una ley aprobada por la Rada Suprema de Ucrania el 25 de abril de 2019, que entró en vigor en julio del mismo año.

## Aprobación
La ley fue aprobada por 278 votos de los diputados del Pueblo (parlamentarios); 38 votaron en contra, 7 se abstuvieron y 25 no votaron. Fue firmado por el presidente del Parlamento (portavoz) Andrí Parubí y el presidente ucraniano Petró Poroshenko.

## Fondo
Antes de esta ley el idioma ucraniano estaba regulado por los «Principios de la política lingüística estatal», la llamada Ley Kiválov-Kolesnichenko de 2012. Después de la Revolución del Maidán en 2013-14 se intentó derogarla, pero el entonces presidente interino de la Rada Suprema (Parlamento) Oleksandr Turchínov no firmó la decisión de la Rada Suprema, citando la necesidad de redactar una nueva ley. La ley Kiválov-Kolesnichenko fue declarada inconstitucional y, para reemplazarla, se elaboró y aprobó en primera lectura en otoño de 2018 el Proyecto de Ley 5670-d. Activistas públicos y expertos participaron en la redacción de la ley. La nueva ley otorga al idioma ucraniano el estatus de único idioma estatal en Ucrania.
Según el Artículo 25 de la ley, en 30 meses (16 de enero de 2022) los medios impresos de ámbito nacional y regional, y en cinco años (16 de julio de 2024) la prensa local, deben tener una versión en ucraniano. Asimismo, la ley permite lanzar versiones en otros idiomas. Sin embargo, las ediciones en la lengua tártara de Crimea, en las lenguas de otros pueblos indígenas de Ucrania, así como en las lenguas de la UE, pueden no tener la versión ucraniana. Además, las editoriales y las librerías deben tener al menos 50 % de libros en ucraniano después de dos años.
La ley no prohíbe la lengua rusa como idioma para la comunicación privada en territorio ucraniano, al contrario de lo que algunas afirmaciones falsas en Internet han asegurado.

## Crítica
Según el analista Jacques Baud, un coronel retirado miembro de la inteligencia estratégica de Suiza, autor de los libros Poutine: Maître du jeu? y Operation Z, considera que la ley Kiválov-Kolesnichenko provocó una represión en las regiones de habla rusa (Odesa, Dnipró, Járkov, Luhansk y Donetsk) que derivó en ataques a la población rusófona.

## Nuevas instituciones
La ley prevé la creación de las siguientes instituciones:
- Comisionado Estatal de Protección Lingüística: para verificar el cumplimiento de la ley. Este funcionario puede presentar una queja sobre la violación de la ley. La Oficina del Comisionado examinará y dará respuesta a la querella dentro de los diez días siguientes a su presentación. El 27 de noviembre de 2019, Tatiana Monájova se convirtió en comisionada para la Protección del Idioma Estatal.
- Comisión Nacional de Estándares de Idiomas Estatales: el órgano ejecutivo central elaborará y aprobará los estándares del idioma ucraniano como idioma estatal.